# Mustagumbusjön
Mustagumbusjön är en sjö i Lycksele kommun och Åsele kommun i Lappland och ingår i Lögdeälvens huvudavrinningsområde. Sjön är 5,3 meter djup, har en yta på 0,151 kvadratkilometer och befinner sig 346 meter över havet.
Sjön har fått sitt namn efter det närbelägna Mustagumbuberget och avvattnas via Mossavattsbäcken till Lögdeälven.

## Delavrinningsområde
Mustagumbusjön ingår i delavrinningsområde (711122-164459) som SMHI kallar för Utloppet av Mustagumbusjön. Medelhöjden är 364 meter över havet och ytan är 1,27 kvadratkilometer. Det finns inga avrinningsområden uppströms utan avrinningsområdet är högsta punkten. Vattendraget som avvattnar avrinningsområdet har biflödesordning 3, vilket innebär att vattnet flödar genom totalt 3 vattendrag innan det når havet efter 97 kilometer. Avrinningsområdet består mestadels av skog (64 procent) och sankmarker (25 procent). Avrinningsområdet har 0,15 kvadratkilometer vattenytor vilket ger det en sjöprocent på 11,7 procent.